# Groene berkenrussula
De groene berkenrussula (Russula aeruginea), is een paddenstoel uit de familie Russulaceae. Wijd verspreid in de noordelijke gematigde streken, wordt hij meestal aangetroffen onder berken en ook vaak in dennenbossen. De zeer giftige groene knolamaniet kan er hetzelfde uitzien, vooral van bovenaf.

## Taxonomie
De soort werd voor het eerst beschreven in het werk Monographia Hymenomycetum Sueciae van Elias Magnus Fries uit 1863. De soortaanduiding aeruginea is afgeleid van het Latijnse aeruginus, verwijzend naar de doffe kleur van koper.

## Beschrijving

### Uiterlijke kenmerken
Hoed
De hoed is vlak als hij jong is, al snel trechtervormig en zwak gestreept; enigszins plakkerig en glanzend, lichtgroen tot licht grijsgroen, zelden ook olijfgroen. De hoed is 4 tot 12 cm in diameter. 
Lamellen
De dicht bij elkaar geplaatste lamellen zijn bleek tot crème gekleurd als ze jong zijn en worden later lichtgeel als de sporen volwassen worden. 
Steel
De steel is wit, soms met roestkleurige vlekken aan de basis, vaak vrij kort met longitudinale groeven. De steel is 5–8 cm lang met 1–2 cm dik. 
Geur en smaak
Het trama is wit, broos en geurloos, met een milde smaak. R. aeruginea- paddenstoelen zijn eetbaar.
Sporenprint
De sporenprint is crèmegeel. 

### Microscopische kenmerken
De sporen zijn bolvormig tot ovaal met ribbels en wratten op het oppervlak en meten 6–8 bij 6–7 μm.

## Vergelijkbare soorten
De groene exemplaren van de roodvoetrussula (Russula xerampelina), kunnen worden aangezien voor R. aeruginea. Ze kunnen gemakkelijk worden onderscheiden doordat exemplaren van R. xerampelina altijd ruiken naar gekookte schaaldieren, terwijl exemplaren van R. aeruginea geen kenmerkende geur hebben. 

## Ecologie
De vruchtlichamen van Russula aeruginea groeien op de grond in bossen, in troepen in bladafval of in gras. Het vormt ectomycorrhiza bij berken, maar ook bij coniferen, voornamelijk bij dennen en sparren. 

## Verspreiding

Europees verspreidingsgebied

De soort is wijd verspreid in de noordelijke gematigde zones. Vruchtvorming vindt plaats van juli tot november in Europa en in de zomer tot herfst in Noord-Amerika. De zwam komt ook voor in Oost-Afrika.

## Foto's

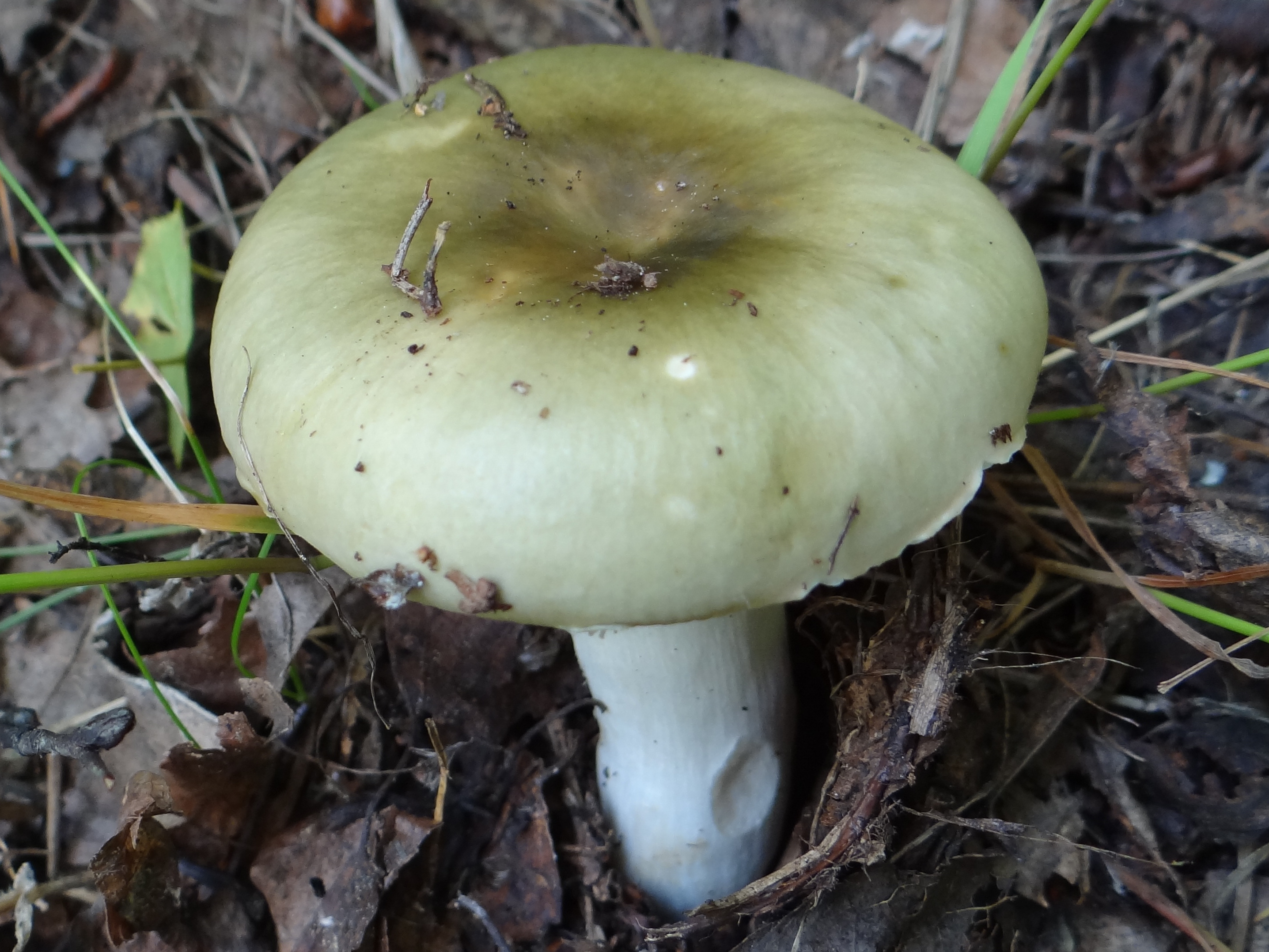
Hoed
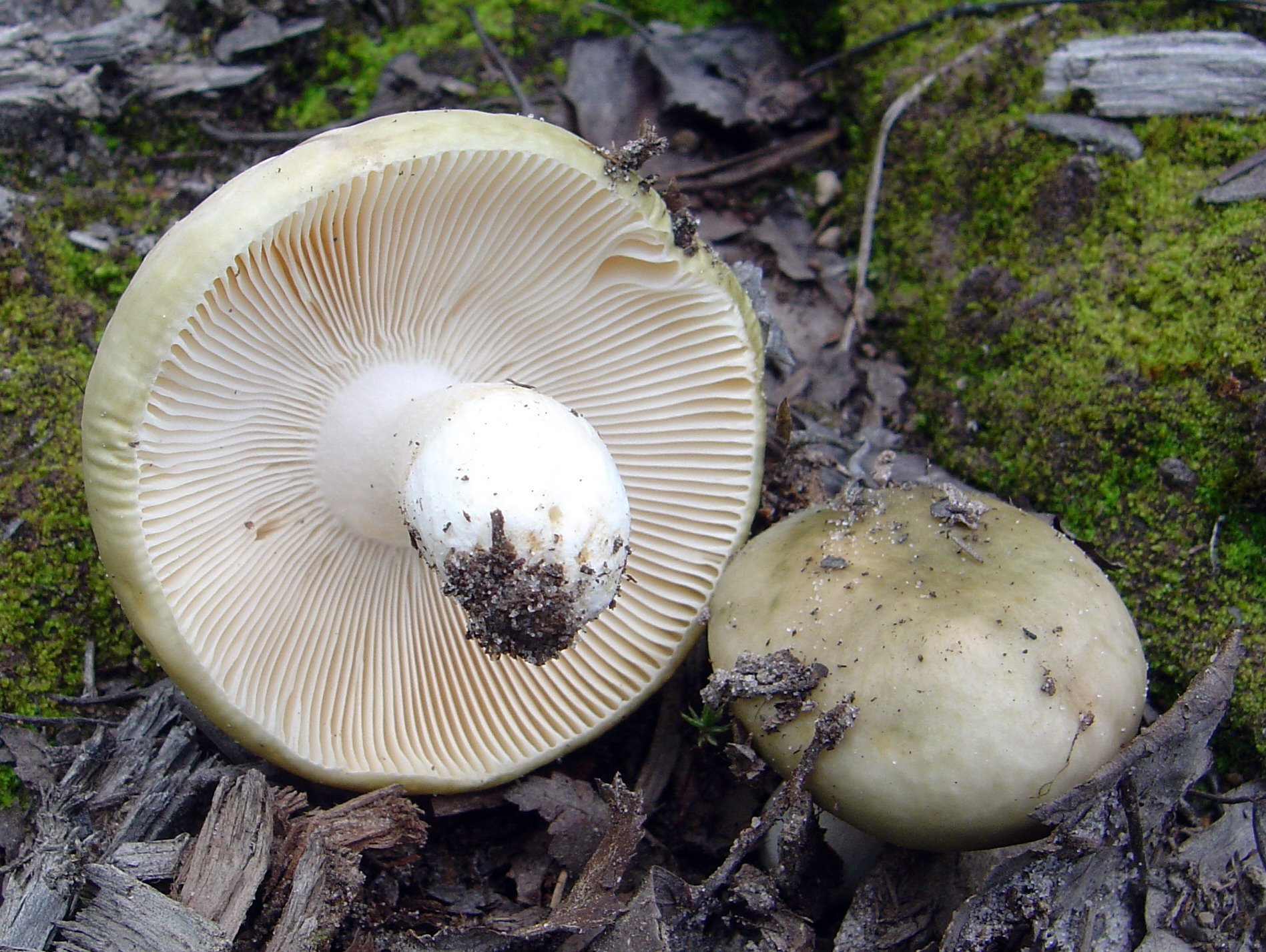
Lamellen
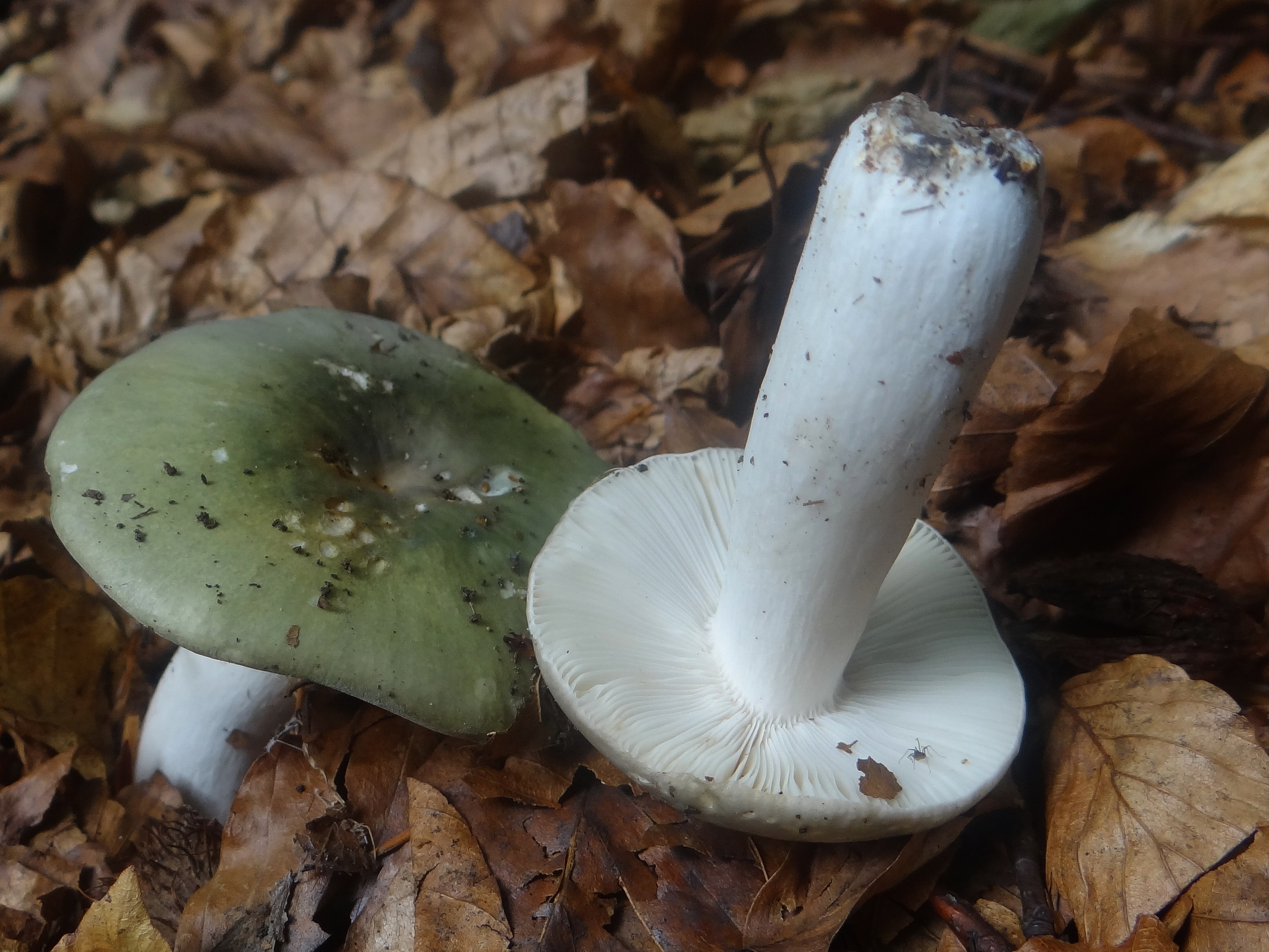
Steel